# Resolución 2023 del Consejo de Seguridad de las Naciones Unidas
La Resolución 2023 del Consejo de Seguridad de las Naciones Unidas, aprobada el 5 de diciembre de 2011 en la sesión número 6674, es una resolución acerca de la paz y la seguridad en el continente africano, en la que se reafirma su respeto por la soberanía, la integridad territorial, la independencia política y la unidad de Somalia, Yibuti y Eritrea, respectivamente, y de todos los demás Estados de la región. A la misma vez, se «condena enérgicamente» cualquier acto de Eritrea que pueda socavar la paz, la seguridad y la estabilidad de la región, y se exhorta a todos los Estados miembros a que cumplan plenamente las condiciones del embargo de armas impuesto en otras resoluciones.

## Votación
La resolución fue adoptada por trece votos a favor, con las abstenciones de China y la Federación Rusa.